# RAF-977
RAF-977 a fost un microbuz produs de RAF din 1958 până în 1976, a fost comercializat ca o versiune mai modernizată a microbuzului RAF-8, în ciuda faptului că aceste vehicule au fost produse împreună până în 1961. Aproximativ 900.000 de unități ale vehiculului au fost produse și vândute în întreaga Uniune Sovietică și Europa de Est până când a fost înlocuită de microbuzul RAF-2203, care era un vehicul complet diferit.

## Istoric
La câteva luni după lansarea microbuzului RAF-8, RAF a lansat o versiune mai modernizată numită RAF-977, era ceva mai mare, mai confortabilă și mai sigură în comparație cu microbuzul RAF-8. De asemenea, a fost produsă o versiune de panou dezvoltată de ERaZ. Vehiculul era destul de popular. În 1965, aproximativ 100.000 de unități ale vehiculului au fost produse și vândute în Uniunea Sovietică.
În 1972 existau planuri de modernizare a RAF-977 și ERaZ-762, dar decizia s-a schimbat atunci când s-a decis întreruperea RAF-977 și a fost înlocuit cu un vehicul complet diferit, cu toate acestea, ERaZ-762 a fost produs până în 1996. RAF-2203 a fost foarte popular, dar din cauza unui proces cu Volkswagen lucrurile s-au schimbat în producția vehiculului, RAF fiind forțat să închidă în 1994 și vehiculul produs de GAZ până în 1998, când a fost înlocuit în cele din urmă cu duba GAZ Gazelle. Majoritatea RAF-977 vândute sunt încă foarte frecvente în Europa de Est, deoarece majoritatea au supraviețuit de-a lungul anilor, deoarece erau destul de fiabile.